# 黑喉毛脚燕
黑喉毛脚燕（学名：Delichon nipalense）为燕科毛脚燕属的鸟类。分布于缅甸以及中国大陆的云南等地，一般栖息于繁殖期集群于海拔1500米以上有溪流的高山上。该物种的模式产地在尼泊尔。

## 亚种
- 黑喉毛脚燕云南亚种（学名：Delichon nipalense cuttingi）。在中国大陆，分布于云南等地。该物种的模式产地在甘坊。[2]
- 黑喉毛脚燕指名亚种（学名：Delichon nipalense nipalense）。在中国大陆，分布于西藏等地。该物种的模式产地在尼泊尔。[3]